# イフ・アイ・トールド・ユー・ザット
「イフ・アイ・トールド・ユー・ザット」 (If I Told You That)は、ホイットニー・ヒューストンとジョージ・マイケルのデュエット曲。

## 解説
元々はホイットニーのアルバム『マイ・ラヴ・イズ・ユア・ラヴ』に収録されていた楽曲であり、このアルバムに収録されたのはホイットニー単独で歌ったバージョンだった。
その後新たにジョージのヴォーカルが加えられたデュエット・バージョンが制作され、ホイットニーのベスト・アルバム『ザ・グレイテスト・ヒッツ』に収録され、シングルカットもされた。

## 収録曲
UK マキシ・シングル
1. If I Told You That (album version) - 4:33
2. If I Told You That (Johnny Douglas Mix) - 4:48
3. Fine (album version) - 3:35